# Моторвагонний рухомий склад

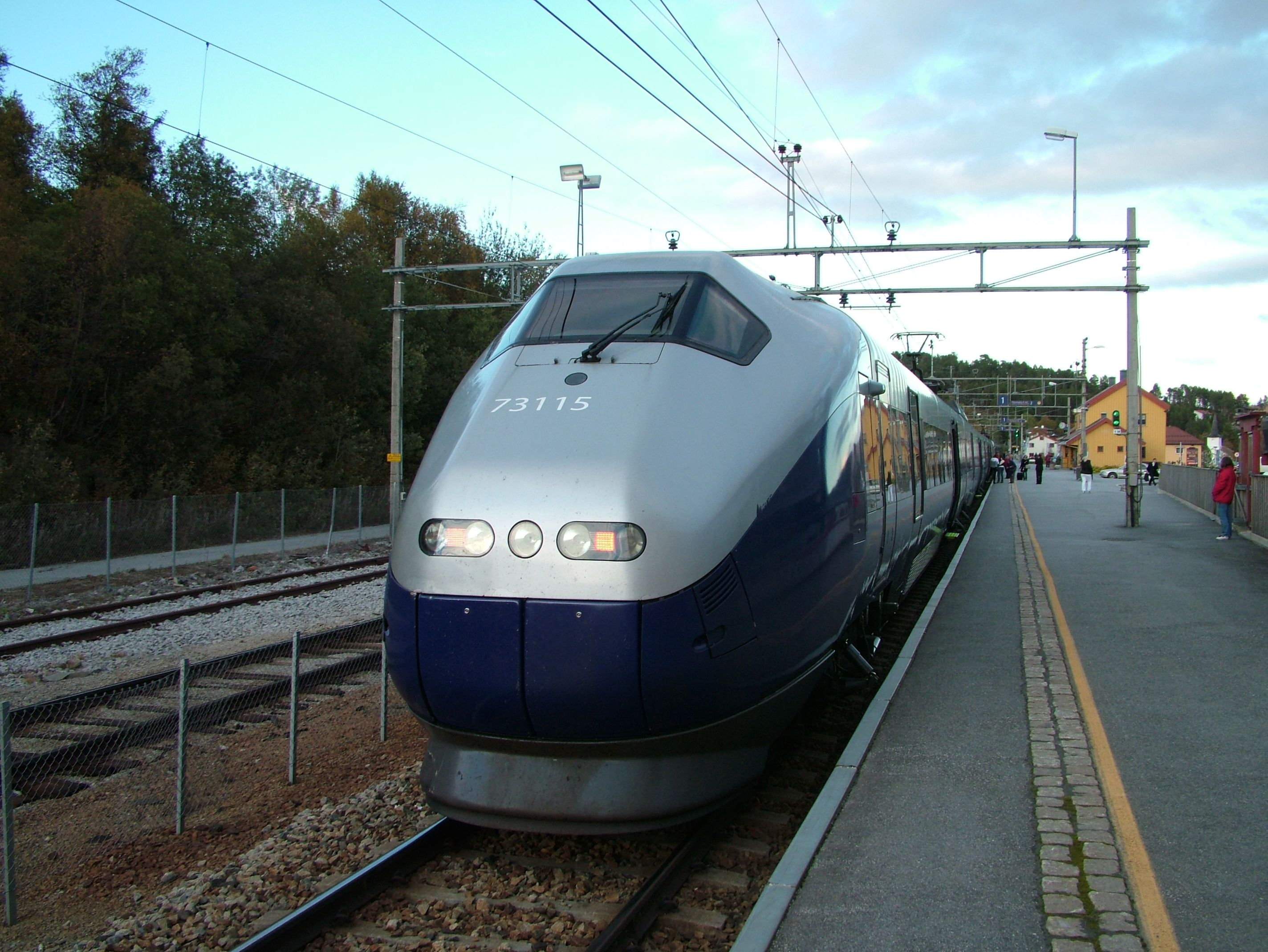
Електропоїзд NSB 73

Моторвагонний рухомий склад (МВРС) — загальна назва рухомого складу залізниць, який має моторні та причепні вагони. До моторвагонного рухомого складу належать електропоїзди, дизель-поїзди, автомотриси, електропоїзди (і службові дизель-поїзди) метрополітену.
Наявність в моторвагонного рухомого складу більшої кількості моторних осей дозволяє отримувати більшу питому потужність (співвідношення потужності двигунів до маси рухомого складу), це в свою чергу позитивно відбивається на прискоренні і відповідно вищій швидкості порівняно з іншими видами рухомого складу.
Багато швидкісних поїздів (HRCS2, EJ 675, Сінкансен, Сапсан) є моторвагонним рухомим складом, оскільки деякі вагони в рухомому складі (в деяких випадках всі вагони, інколи і головний вагон) мають моторні осі.
Існують високошвидкісні поїзди (TGV, Talgo), які мають два однокабінні локомотиви в кінцях поїзда (таку технологію називають «здвоєна локомотивна тяга»). В цьому випадку інженери-конструктори вирішують складну задачу реалізації великої потужності з кожної моторної осі, щоб отримати високу питому потужність для всього поїзда.
Моторвагонний рухомий склад використовується на залізничних лініях з вимушеними частими зупинками (через великий пасажиропотік), і на міжміських лініях з меншою кількістю зупинок.

## Типи моторвагонного рухомого складу
- Рейковий автобус
- Електропоїзд
- Дизель-поїзд